# Leyes cielo azul

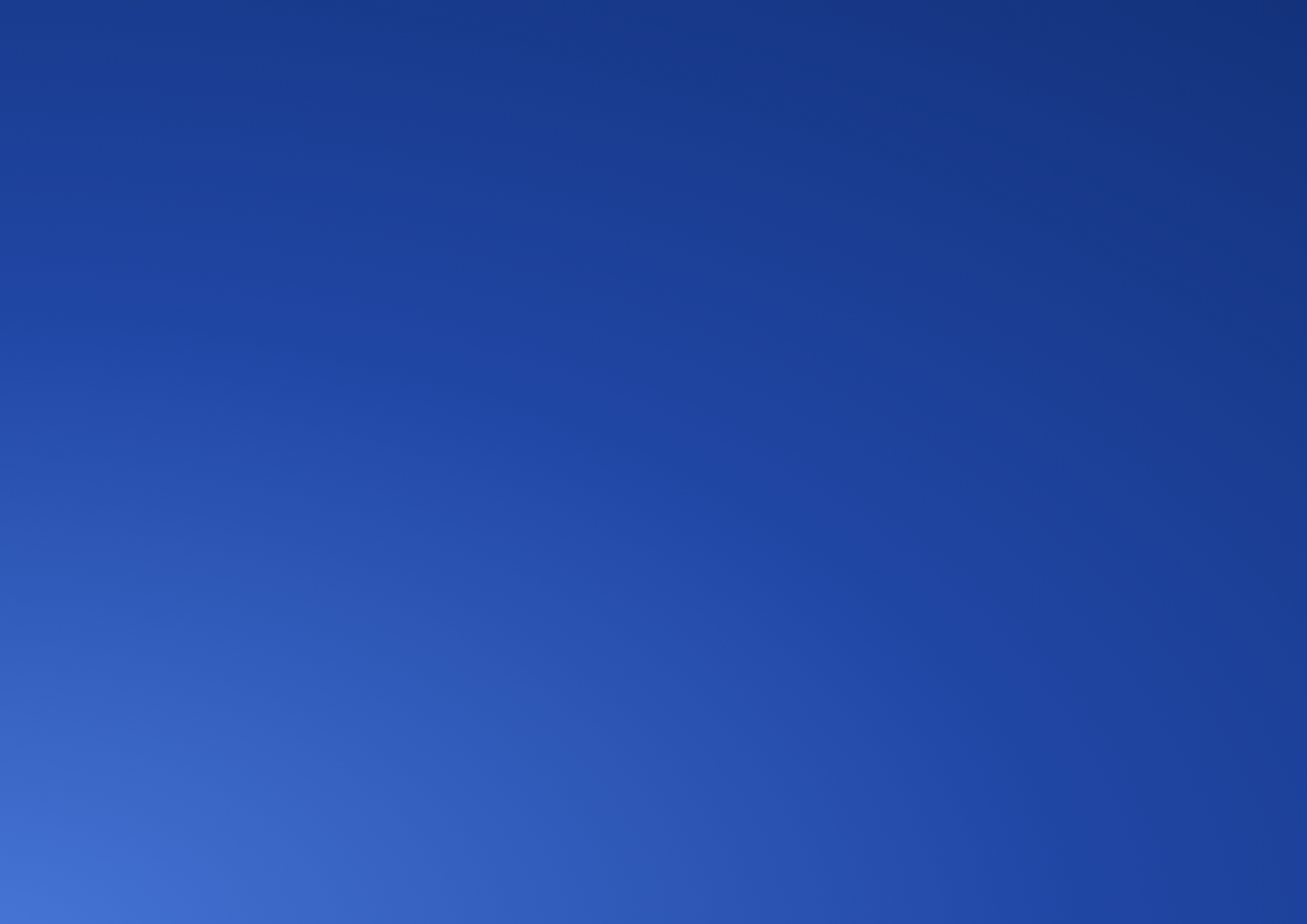
El vacío del cielo azul era una metáfora de la base fraudulenta de algunos valores que las leyes que llevan su nombre trataban de evitar exigiendo información a los inversores.

Una ley "cielo azul" es una ley estatal de Estados Unidos que regula la oferta y venta de valores para proteger al público del fraude. Aunque las disposiciones específicas de estas leyes varían de un estado a otro, todas exigen el registro de todas las ofertas y ventas de valores, así como de los agentes de bolsa y las agencias de corretaje. La ley cielo azul de cada estado es administrada por su agencia reguladora correspondiente, y la mayoría también establece causas de acción privada para los inversores particulares que se hayan visto perjudicados por el fraude de valores.
La primera ley cielo azul se promulgó en Kansas en 1911 a instancias de su comisionado bancario, Joseph Norman Dolley, y sirvió de modelo para leyes similares en otros estados. Entre 1911 y 1933, 47 estados adoptaron leyes  cielo azul (Nevada fue el único que se mantuvo al margen). En la actualidad, las leyes "cielo azul" de 40 de los 50 estados siguen el modelo de la Ley Uniforme de Valores de 1956. Históricamente, las leyes federales de valores y las leyes estatales  "cielo azul" se complementaban y a menudo se duplicaban. Gran parte de la duplicación, especialmente en lo que se refiere al registro de valores y a la regulación de los agentes y asesores, fue sustituida en gran medida por la Comisión Nacional del Mercado de Valores con la Ley Nacional de Mejora de los Mercados de Valores de 1996 (NSMIA). Esta ley, sin embargo, dejó parte de la regulación de los asesores de inversión y gran parte de los litigios por fraude bajo jurisdicción estatal. En 1998, la Ley de Normas Uniformes en Litigios sobre Valores (Securities Litigation Uniform Standards Act) impidió expresamente que las demandas estatales por fraude de valores se plantearan en pleitos que eran efectivamente demandas colectivas de inversores, aunque no se presentaran como tales.

## Origen del término en el contexto bursátil
Su uso más antiguo citado por el Tribunal Supremo de EE.UU. fue en una opinión del juez Joseph McKenna en Hall v. Geiger-Jones Co., 242 U.S. 539 (1917), un caso que abordaba la constitucionalidad de las leyes estatales sobre valores. Curiosamente, McKenna suele atribuirse erróneamente el mérito de haber inventado el término, a pesar de que J. N. Dolley lo utilizó cuando abogaba por la aprobación de la ley de Kansas en 1910, y la propia opinión de McKenna en Hall atribuye el término a una fuente anterior no identificada:

El nombre que se da a la ley indica el mal al que se dirige, es decir, para utilizar el lenguaje de un caso citado, "esquemas especulativos que no tienen más base que tantos pies de 'cielo azul'; o, según lo declarado por el abogado en otro caso, "para detener la venta de acciones en empresas que vuelan de la noche a la mañana, pozos de petróleo visionarios, minas de oro distantes y otras explotaciones fraudulentas similares". Incluso si las descripciones se consideran retóricas, se indica la existencia del mal, y la creencia de su perjuicio; y no nos detendremos más que en afirmar que la prevención del engaño es competencia del gobierno y que la apreciación de sus consecuencias no está abierta a nuestra revisión.
El Comisario de Banca de Kansas, Dolley, arremetiendo contra los "mercaderes del cielo azul" mientras impulsaba la aprobación de la ley de Kansas en 1910, observó que ciertas inversiones fraudulentas estaban respaldadas únicamente por el cielo azul de Kansas. El Oxford English Dictionary cita un uso que data de 1906. Además, The New York Times (y otros periódicos nacionales) informaron con frecuencia sobre las leyes del cielo azul cuando varios estados empezaron a promulgarlas entre 1911 y 1916. Los periódicos utilizaban expresamente el término "cielo azul" para describir dichas leyes.

## Lectura adicional
- List of State Securities Administrators
- Astarita, Mark J. (2001). «Introduction to Blue Sky Laws». Seclaw.com. Archivado desde el original el 9 de diciembre de 2017. Consultado el 22 de noviembre de 2023.
- Gelber, Lawrence R. «detailed citations to origins (back to 1890s) of securities term blue sky». The GelberLaw Glossary.

- Datos: Q4930164